# Sminthurus
Genre
Sminthurus est un genre de collemboles de la famille des Sminthuridae.

## Liste des espèces
Selon Checklist of the Collembola of the World (version du 18 août 2019) :
- Sminthurus abei Yoshii, 1992
- Sminthurus adamsi Wray, 1967
- Sminthurus adirondackus Maynard, 1951
- Sminthurus baulastinus Harvey, 1848
- Sminthurus betae Westwood, 1849
- Sminthurus bicolor Parona, 1884
- Sminthurus bivittatus Snider, 1985
- Sminthurus bourgeoisi Nayrolles, 1995
- Sminthurus bozoulensis Nayrolles, 1995
- Sminthurus bremondi Delamare Deboutteville & Bassot, 1957
- Sminthurus brevicornis Koch & Berendt, 1854
- Sminthurus brunneus Harvey, 1900
- Sminthurus butcheri Snider, 1969
- Sminthurus capucinus Koch, 1840
- Sminthurus carolinensis Snider, 1981
- Sminthurus coeruleus Strebel, 1938
- Sminthurus cogsonzavi Betsch, 1977
- Sminthurus denisi Womersley, 1934
- Sminthurus denticulatus Bretfeld, 2000
- Sminthurus discolor Stach, 1956
- Sminthurus doderoi Parona, 1888
- Sminthurus eisenii Schött, 1891
- Sminthurus elegans Womersley, 1933
- Sminthurus fischeri Snider, 1982
- Sminthurus fitchi Folsom, 1896
- Sminthurus floridanus MacGillivray, 1893
- Sminthurus ghilarovi Stebaeva, 1966
- Sminthurus giantensis Baijal & Kohli, 1972
- Sminthurus hamtaensis Baijal, 1958
- Sminthurus hispanicus Nayrolles, 1995
- Sminthurus incisus Snider, 1978
- Sminthurus incognitus Snider & Loring, 1982
- Sminthurus krausbaueri (Börner, 1901)
- Sminthurus laterculus Koch, 1840
- Sminthurus leucomelanus Nayrolles, 1995
- Sminthurus longicornis Koch & Berendt, 1854
- Sminthurus longipes Börner, 1906
- Sminthurus lusseri Nicolet, 1847
- Sminthurus maculatus Tömösváry, 1883
- Sminthurus maglicianus Cvijovic, 1986
- Sminthurus mammonthia Banks, 1897
- Sminthurus marmorellus Latzel, 1917
- Sminthurus medialis Mills, 1934
- Sminthurus melanonotus Uchida, 1938
- Sminthurus mencenbergae Snider, 1983
- Sminthurus millsi Betsch, 1965
- Sminthurus montanus Bretfeld, 2010
- Sminthurus multipunctatus Schäffer, 1896
- Sminthurus muscicolus Betsch, 1977
- Sminthurus nigrinus Bretfeld, 2000
- Sminthurus ochraceus Koch, 1840
- Sminthurus orientalis Bretfeld, 2000
- Sminthurus osmeryzskensis Bretfeld, 2000
- Sminthurus ovaculatus Koch & Berendt, 1854
- Sminthurus packardi Folsom, JW, 1896
- Sminthurus pallidus Womersley, 1931
- Sminthurus pardalinus Betsch, 1977
- Sminthurus parvulus Ritter, 1911
- Sminthurus pinetorum Koch, 1840
- Sminthurus plumbeus Lemoine, 1882
- Sminthurus primorskiyensis Bretfeld, 2002
- Sminthurus pseudofuscus Schött, 1901
- Sminthurus pseudoviolaceus Ritter, 1911
- Sminthurus pullus Denis, 1933
- Sminthurus quadripunctatus Edinger, 1937
- Sminthurus quinqueseta (Salmon, 1954)
- Sminthurus rosai Arlé, 1939
- Sminthurus rubidipunctatus Bretfeld, 2000
- Sminthurus sagitta Loring & Snider, 1983
- Sminthurus schoetti Salmon, 1964
- Sminthurus serratomucronatus Grinbergs, 1962
- Sminthurus serrulatus Börner, 1909
- Sminthurus sexpunctatus Becker, 1905
- Sminthurus stachi Betsch, 1977
- Sminthurus succineus Stach, 1922
- Sminthurus tristrigatus Stach, 1956
- Sminthurus variegatus Tullberg, 1877
- Sminthurus virginidari Wray, 1948
- Sminthurus viridis (Linnæus, 1758)
- Sminthurus wahlgreni Stach, 1919
- Sminthurus willincki Delamare Deboutteville & Massoud, 1963
- Sminthurus wutaii Uchida, 1948
- Sminthurus yemenensis Bretfeld, 2000
- Sminthurus yonahlosee Wray, 1948

## Publication originale
- Latreille, 1802 : Histoire naturelle, générale et particulière des Crustacés et des Insectes.